# プロ野球スピリッツ2014
『プロ野球スピリッツ2014』（ぷろやきゅうスピリッツにせんじゅうよん）は、パワプロプロダクションが開発、コナミデジタルエンタテインメントから2014年3月20日に発売されたPlayStation 3、PlayStation Vita、PlayStation Portable用ゲームソフト。プロ野球スピリッツ2004から数えてシリーズ13作目にあたる。

## 概要
前作『プロ野球スピリッツ2013』に引き続いて、今作もPS3、PS Vita、PSPのトリプルプラットフォームでの発売。
なお、PS4での発売はされていない。

### パッケージ
プロ野球スピリッツシリーズのパッケージ表紙は、前年に活躍した選手の写真が1チームにつき1人載ることが通例となっている。プロ野球スピリッツ2014においてパッケージの表紙を飾った選手は以下の12名。
- 東北楽天ゴールデンイーグルス・嶋基宏
- 埼玉西武ライオンズ・浅村栄斗
- 千葉ロッテマリーンズ・今江敏晃
- 福岡ソフトバンクホークス・松田宣浩
- オリックス・バファローズ・金子千尋
- 北海道日本ハムファイターズ・中田翔
- 読売ジャイアンツ・阿部慎之助
- 阪神タイガース・藤浪晋太郎
- 広島東洋カープ・前田健太
- 中日ドラゴンズ・谷繁元信
- 横浜DeNAベイスターズ・石川雄洋
- 東京ヤクルトスワローズ・小川泰弘

## モード

### マネジメント（PS3/PS Vita）
前作から引き続き搭載されたモード。新生球団で、GMとして経営手腕を発揮しチームを勝利に導き、人気球団にしていく。トレードやドラフト、FAでの選手補強を始め、球団秘書、コーチなどの人材の確保、運営に必要な球団資金を増加させることも必要である。今作からは主人公GMの名前登録、球団の本拠地の街づくりも球団経営の一つとして行うことができる。前作とはストーリー内容の若干の変更や改善、秘書女性が毎回衣装を変えるなど追加要素が増えている。また、前作では5年間のみプレイ可能だったが、今作ではプレイ年数が追加され、最短5年、中堅10年、最長20年開始前に選択することが可能となった。

### ペナントレース（PS3/PS Vita/PSP）
チームとしてシーズンを戦うモード。引退した選手を首脳陣として招聘することや、選手の海外移籍、国内復帰、今シーズン絶望の大怪我といったイベントが追加された。更に金銭といった概念がシーズン中にも登場し、トレードや外国人獲得の際にはお金を利用することも可能となった。外国人枠がないため、年数を進めると架空選手、および、架空外国人でスタメン選手枠が中心になる。最長20年までプレイ可能。

### スタープレイヤー（PS3/PS Vita/PSP）
実在選手でプレイ、または新規の架空選手でプレイするプロ野球人生を楽しむモード。最長20年までプレイ可能。2014年から選手兼任監督の中日ドラゴンズ・谷繁元信では、選手と監督の両方プレイ可能。

### プロスピ入門/トレーニング（PS3/PS Vita/PSP）
投球・打撃・走塁・守備の操作基本を学んだり、確認できるモード。

### 対戦（PS3/PS Vita/PSP）
好きな球団で1試合を戦うモード。

### スピリッツ（PS3/PS Vita/PSP）
オリジナル選手を育成するモード。作った選手は最大100人まで保存することができ、育成方法は「カードチャレンジ」「チームチャレンジ」「対決チャレンジ」の3種類から選択できる。

### オンライン（PS3/PS Vita）
全国のプレーヤーとアクションプレイ、監督プレイで対戦できるモード。ただしアクションプレイはPS3のみ。現在はオンラインサービスを終了している。

### アドホック（PS Vita/PSP）
近くの機器と通信対戦ができるモード。アクションプレイ・監督プレイで対戦できる。

### グランプリ（PS3/PS Vita/PSP）
選手カードを集め、監督として球団を勝利に導いていくモード。

### ホームラン競争（PS3/PS Vita/PSP）
ホームランを何本打てるか競うモード。VPチャレンジならば、最高20球まで挑戦できる。

### ユーティリティ（PS3/PS Vita/PSP）
各種設定や詳しい選手能力データの確認などが行えるモード。今作では、新たに応援曲設定で試合前の曲が設定可能。

### ショップ（PS3/PS Vita/PSP）
拡張機能ならびにゲームを有利に進めるアイテムを購入できるモード。各モードを遊ぶごとにもらえる「VP」と呼ばれるゲーム内の通貨を使い、特殊ユニフォームや、選手の覚醒能力の開放、監督・一部のコーチを「選手」として登録が行える。

### プロ野球情報
実際のプロ野球の結果、日程、順位などを確認できるモード。現在は2014年度シーズンは終了しているため情報、およびサービスは終了している。

## 前作からの変更・追加点
追加点
- 打撃時に投球コースを予測し、それによって打者の動きと打力が変化する「新・打撃システム」を採用。
- 野手の守備、走者の動き、捕手・主審の打球反応などのモーションを追加。
- 実況・解説のバリエーションが前作の2倍に。
- 打球音や選手の緻密な動作音を実際のプロ野球で録音(PS3/PS Vita)
- イニングごとにハイライトが流れるようになった(PS3/PS Vita)
- 投手をスターティングオーダーに入れることが可能となり、偵察要員や投手兼野手にも対応している[2]。
- 監督、コーチ以外ではシリーズ初となるOB選手の追加。
- 球審の見逃し三振時のアクションのバリエーション追加[3]。

ペナント
- 新外国人獲得の際、候補選手をリストアップすることが可能になった。
- 引退選手を監督やコーチにすることが可能になった。
- 選手の海外移籍、日本球界復帰といったイベント追加。
- 引退選手の引退引き留めが可能になった。
- 選手トレードに加え、金銭トレード（選手+金銭も含む）も可能になった。

## 声の出演
- 実況：三橋泰介（フリーアナウンサー）
- 投手解説：小宮山悟
- 野手解説：仁志敏久

前作と同じメンバーである。

## 選手について
今作も、前作までと同じく選手個人の総合力が★の数で示されている。ただし、★100以上の選手はオンライン監督モードを除いて一律★99と表示される。
収録選手は、2014年2月1日現在でのNPB所属12球団の支配下登録全選手（育成枠で契約している選手を除く）が収録されている。そのため、それ以降に起きた以下の選手の移籍・入団・退団、育成からの支配下登録及びトレードは初期データでは反映されていないが、4月24日及び6月18日のアップデートで一部選手の入団及びトレードが反映された。「最終選手データアップデート」も10月21日に行われ、そこで全ての追加選手およびトレードが反映された。また、退団選手についてはアップデート適用後にフリー枠に移動している。
ただし、引退試合のため中日ドラゴンズと一日契約した山﨑武司は収録されていない。
トレードで移籍した選手
4月24日のアップデートで反映されたトレード
- 今浪隆博（北海道日本ハムファイターズ）⇔増渕竜義（東京ヤクルトスワローズ）

6月18日のアップデートで反映されたトレード
- 武山真吾（埼玉西武ライオンズ→中日ドラゴンズ）※金銭トレード

「最終選手データアップデート」で反映されたトレード
- 新垣渚、山中浩史（福岡ソフトバンクホークス）⇔川島慶三、日高亮（東京ヤクルトスワローズ）
- 三ツ俣大樹（オリックス・バファローズ）⇔岩﨑恭平（中日ドラゴンズ）

新入団選手（移籍・復帰選手も含む）
4月24日のアップデートで反映された選手
- ユニエスキー・ベタンコート（オリックス・バファローズ）[4]
- ライネル・ロサリオ（広島東洋カープ）

6月18日のアップデートで反映された選手
- フレデリク・セペダ（読売ジャイアンツ）
- アンソニー・カーター（北海道日本ハムファイターズ）
- ジョン・ボウカー（東北楽天ゴールデンイーグルス）
- エルネスト・メヒア（埼玉西武ライオンズ）
- ユリエスキ・グリエル（横浜DeNAベイスターズ）

「最終選手データアップデート」で反映された選手
- ジョーイ・バトラー（オリックス・バファローズ）
- ライナー・クルーズ（東北楽天ゴールデンイーグルス）
- ザック・ラッツ（東北楽天ゴールデンイーグルス）
- 建山義紀（阪神タイガース）
- アルフレド・デスパイネ（千葉ロッテマリーンズ）
- エクトル・メンドーサ（読売ジャイアンツ）
- 小林宏（埼玉西武ライオンズ）
- デュアンテ・ヒース（広島東洋カープ）
- ニック・エバンス（東北楽天ゴールデンイーグルス）
- ダン・ランズラー（オリックス・バファローズ）

育成選手からの支配下選手登録（復帰選手も含む）
4月24日のアップデートで反映された選手
- 土田瑞起（読売ジャイアンツ）
- ルーク・ファンミル（東北楽天ゴールデンイーグルス）
- 西村弥（東北楽天ゴールデンイーグルス）

6月18日のアップデートで反映された選手
- 伊藤和雄（阪神タイガース）
- 萬谷康平（横浜DeNAベイスターズ）
- 飯田優也（福岡ソフトバンクホークス）

「最終選手データアップデート」で反映された選手
- アブナー・アブレイユ（埼玉西武ライオンズ）
- 金森敬之（千葉ロッテマリーンズ）
- 榊原諒（オリックス・バファローズ）
- 陳冠宇（横浜DeNAベイスターズ）
- 赤坂和幸（中日ドラゴンズ）

シーズン途中で引退・退団した選手
退団が反映されていない選手
- コーディ・ランサム（埼玉西武ライオンズ）
- ミチェル・アブレイユ（北海道日本ハムファイターズ）
- アレクシス・ゴメス（中日ドラゴンズ）

### コーチ
今作から、一部のコーチ陣も表記されるようになった。ペナントモードでは現役を引退した選手を監督・コーチとして採用できる。
太字はVPショップで選手として購入可能なコーチ。
| 球団             | 投手コーチ | 打撃コーチ | 守備走塁コーチ1（一塁コーチ） | 守備走塁コーチ2（三塁コーチ） |
| ---------------- | ---------- | ---------- | ----------------------------- | ----------------------------- |
| 東北楽天         | 佐藤義則   | 田代富雄   | 鈴木康友                      | 米村理                        |
| 埼玉西武         | 清川栄治   | 田辺徳雄   | 河田雄祐                      | 奈良原浩                      |
| 千葉ロッテ       | 川崎憲次郎 | 立花義家   | 佐藤兼伊知                    | 清水雅治                      |
| 福岡ソフトバンク | 加藤伸一   | 藤井康雄   | 笘篠誠治                      | 鳥越裕介                      |
| オリックス       | 高山郁夫   | 長内孝     | 真喜志康永                    | 佐竹学                        |
| 北海道日本ハム   | 厚澤和幸   | 柏原純一   | 白井一幸                      | 大塚光二                      |
| 読売             | 川口和久   | 村田真一   | 勝呂壽統                      | 大西崇之                      |
| 阪神             | 中西清起   | 関川浩一   | 高代延博                      | 山脇光治                      |
| 広島東洋         | 山内泰幸   | 新井宏昌   | 高信二                        | 石井琢朗                      |
| 中日             | 友利結     | 波留敏夫   | 辻発彦                        | 上田佳範                      |
| 横浜DeNA         | 川村丈夫   | 小池正晃   | 蓬萊昭彦                      | 馬場敏史                      |
| 東京ヤクルト     | 高津臣吾   | 真中満     | 城石憲之                      | 福地寿樹                      |

### OB選手について（PS3/PS Vita）
今作では12球団の選手・監督・一部のコーチの他、以下のプロ野球OBもゲームを進めることにより「選手」として入手でき、監督プレイのオーダーボーナスにも影響してくる。
早期購入特典として、第1弾配信選手のうち1名をゲットできるシリアルコードが配布されている。
第1弾
- 稲尾和久（埼玉西武ライオンズ）
- 江夏豊（阪神タイガース）
- 王貞治（読売ジャイアンツ）
- 山田久志（オリックス・バファローズ）
- 山本浩二（広島東洋カープ）

第2弾（4月24日のアップデートで追加配信）
- 有藤通世（千葉ロッテマリーンズ）
- 門田博光（福岡ソフトバンクホークス）
- 北別府学（広島東洋カープ）
- 工藤公康（埼玉西武ライオンズ）
- 長嶋茂雄（読売ジャイアンツ）
- 張本勲（読売ジャイアンツ）
- 東尾修（埼玉西武ライオンズ）
- 福本豊（オリックス・バファローズ）
- 古田敦也（東京ヤクルトスワローズ）
- 若松勉（東京ヤクルトスワローズ）

（）内は公式サイトの写真でそのチームのユニフォームを着用していることを示す。

## 実際のプロ野球との相違点
実際のプロ野球と以下の点が違うので注意が必要である。

### 選手名の誤植
これらすべてアップデートで修正済。
- 福岡ソフトバンクホークス・森唯斗の選手名が「森唯人」となっている。
- 東北楽天ゴールデンイーグルス・相沢晋の選手名が「相沢普」となっている。

### 選手の背番号に関する事項
これらすべてアップデートで修正済。
- 東京ヤクルトスワローズ・中澤雅人は今年から背番号を「54」に変更したが、初期データでは昨年までの「14」となっている。
- 北海道日本ハムファイターズ・厚澤和幸コーチの背番号は「84」だが、ゲーム内では「74」になっている。

### 選手のプロフィール
- 育成選手から支配下登録された収録選手のうち、育成選手時代のキャリアは選手能力データの年数にカウントされていない（例えば、読売ジャイアンツ・山口鉄也は育成期間を含めると今季9年目だが、本作では8年目となっている。また広島東洋カープ・池ノ内亮介は育成期間を含めると今季4年目だが、本作では1年目となっておりルーキーの扱いである）。

### スターティングオーダー
- 控えの野手を4人より少なく、10人より多くすることができず、控えの投手を3人より少なく、8人より多くすることができない（実際のルールにおいては出場可能メンバー25人の投手・野手の内訳における制限はない)。

### 試合
- 投手登録の者を代打・代走・投手以外の守備交代に送ることができない。(この仕様により、投手兼野手ながら本作では投手登録となっている北海道日本ハムファイターズ・大谷翔平を代打や代走で起用できなくなっている)
- 野手登録の者を投手にすることができない。
- 得点が99点までしかカウントされない。
- 先発出場した指名打者(DH)は、相手の先発投手が既に交代した場合を除いて少なくとも1打席完了するまでは交代できないが、今作では1打席完了していなくても代打を送ることが可能となっている。

### 選手の装飾品
- 2014年はプロ野球誕生から80周年を記念して、同シーズンの実際のプロ野球は12球団が帽子に80周年記念のワッペンをつけているが、本作では通常の日本野球機構のワッペンを着用している。
- 埼玉西武ライオンズのほぼ全員の選手が実際のプロ野球ではユニフォームのズボンの裾が上がっているユニフォームを着用しているが、本作ではユニフォームのズボンの裾がだぶついたユニフォームを着用している。
- 中日ドラゴンズの打撃用ヘルメットはつやのあるデザインを着用しているが、本作ではつやのないヘルメットを着用している。

### 球団のユニフォームに関する事項
今作では、追加DLCによるユニフォームの販売はない。
- VPショップでは2013年シーズンに使用された復刻ユニフォームを含めた限定ユニフォームの購入が可能であるが、オリックス・バファローズが2013年に使用した大阪近鉄バファローズ[6]の復刻ユニフォームは収録されていない。
- 前年セントラル・リーグ優勝の読売ジャイアンツは、2014年シーズンのユニフォーム右袖にセリーグのチャンピオン・エンブレムが授与しているが、本作では再現されていない。
- その読売ジャイアンツのユニフォームにこそアディダスのマークがあるが、そのほかのチームには契約しているスポンサー（例えば中日ドラゴンズのユニフォームの袖には中日新聞、千葉ロッテマリーンズのユニフォームの胸にはNEXON、東京ヤクルトスワローズのヘルメットにはヤクルトの商品の一つであるタフマン等）は表示されていない。
- 東北楽天ゴールデンイーグルス・松井稼頭央、阪神タイガース・鳥谷敬ら、キャプテン制を採用している球団のユニフォームには球団のキャプテンであることを示す「C」マークが授与されているが、本作では再現されていない。
- 中日ドラゴンズの堂上剛裕、堂上直倫らに代表される同姓が複数居る選手の背ネームは「DONOUE」や「TAKAHASHI」のように実際は単独で表示されているが、本作では2012年から2013年シーズンまで採用されていた名前の頭文字のローマ字（堂上剛は「T.DONOUE」等）が表示されている。
- オリックス・バファローズは2014年シーズンからサードユニフォームのデザインが変更されたが、本作では2013シーズンまで使用されていたデザインで収録されている。

### 球場に関する事項
- 西武ドームは2014年シーズンからスコアボードがリニューアルされたが、本作では昨シーズンまでの仕様となっている。また本来なら外野席は芝生席だが椅子が設置されている。

### その他
これらアップデートで対応済み
- 楽天・則本昂大、ヤクルト・トニー・バーネット、中日・岡田俊哉など一部の投手で、固有モーションがゲーム内に存在するにもかかわらず反映されていない。
- 2014年シーズンのセ・パ交流戦ではセ・リーグ主催の試合でDH制が採用され、パ・リーグ主催の試合ではDH制が採用されない同年限定のルールが採用されるが、本作ではパ・リーグ主催の試合でDH制が採用されている。

以下対応無し
- 2014年シーズンよりナゴヤドームで中日ドラゴンズ攻撃時の場内アナウンスが男性のスタジアムDJで行っているが、本作では女性のウグイス嬢になっている。
- 中日ドラゴンズ谷繁元信選手兼任監督が選手として出場している間の指揮は、実際のプロ野球では、森繁和ヘッドコーチが行っているが、ゲームでは友利結投手コーチが指揮を執っている。但し、投手交代における場面ではマウンド付近に森は登場している。
- 実際のプロ野球では、監督を補佐するヘッドコーチ、投手コーチ、バッテリーコーチ、打撃コーチ[7]、守備走塁コーチがベンチ入りしているが、ゲームでは全球団に、投手コーチと守備走塁コーチのみがベンチ入りして、ヘッドコーチ、バッテリーコーチ、打撃コーチがベンチにいない。ベンチ入りしているコーチは上記参照。
- 東北楽天ゴールデンイーグルスは5月26日から7月25日まで星野仙一監督が病気で休養し、5月26日から7月1日までは佐藤義則一軍投手コーチが、7月2日から24日まで大久保博元二軍監督が監督代行を務めていた。
- 埼玉西武ライオンズは6月4日に伊原春樹監督が休養[8]し、以後田辺徳雄一軍打撃コーチが監督代行を務めている。また、現実の西武の攻撃時では三塁コーチは河田雄祐外野守備走塁コーチが立っているが、ゲームでは伊原監督が三塁コーチボックスに立っており、河田コーチはベンチにいる。
- 北海道日本ハムファイターズの一軍守備走塁コーチは大塚光二と白井一幸であったが、7月1日から大塚に代わり紺田敏正が一軍守備走塁コーチに就任している。
- 福岡ソフトバンクホークスの一軍投手コーチは郭泰源であるが、ゲームでは実際のプロ野球で二軍投手コーチを務めている加藤伸一がしている。